# Barreiros (kommun)
Barreiros är en kommun i Brasilien.   Den ligger i delstaten Pernambuco, i den östra delen av landet, 1 600 km nordost om huvudstaden Brasília. Antalet invånare är 40 720.
Följande samhällen finns i Barreiros:
- Barreiros

Omgivningarna runt Barreiros är en mosaik av jordbruksmark och naturlig växtlighet. Runt Barreiros är det ganska tätbefolkat, med 222 invånare per kvadratkilometer.